# Schweizer Fussballnationalmannschaft (U-19-Junioren)
Die Schweizer Fussballnationalmannschaft der U-19-Junioren ist die Auswahl Schweizer Fussballspieler der Altersklasse U-19. Sie repräsentiert den Schweizerischen Fussballverband auf internationaler Ebene, beispielsweise in Freundschaftsspielen gegen die Auswahlmannschaften anderer nationaler Verbände, aber auch bei der seit 2002 in dieser Altersklasse ausgetragenen Europameisterschaft. Die Schweizer konnten sich einmal sportlich für die Endrunde qualifizieren und nahmen einmal als automatisch qualifizierter Gastgeber teil, wobei sie den Halbfinal erreichten. Fünfmal wurde die erste Qualifikationsrunde nicht überstanden.

## Teilnahme an U-19-Europameisterschaften
- 2002: nicht qualifiziert
- 2003: nicht qualifiziert  (in der 2. Runde gescheitert)
- 2004:  Halbfinal
- 2005: nicht qualifiziert
- 2006: nicht qualifiziert (in der Eliterunde gescheitert)
- 2007: nicht qualifiziert  (in der Eliterunde gescheitert)
- 2008: nicht qualifiziert (in der Eliterunde gescheitert)
- 2009: Gruppenphase
- 2010: nicht qualifiziert (in der Eliterunde gescheitert)
- 2011: nicht qualifiziert (in der Eliterunde gescheitert)
- 2012: nicht qualifiziert (in der Eliterunde gescheitert)
- 2013: nicht qualifiziert (in der Eliterunde gescheitert)
- 2014: nicht qualifiziert (in der Eliterunde gescheitert)
- 2015: nicht qualifiziert (in der Eliterunde gescheitert)
- 2016: nicht qualifiziert (in der Eliterunde gescheitert)
- 2017: nicht qualifiziert (als viertbester Gruppendritter die Eliterunde verpasst)
- 2018: nicht qualifiziert
- 2019: nicht qualifiziert (in der Eliterunde gescheitert)
- 2020: Meisterschaft wegen COVID-19-Pandemie abgesagt (für die abgesagte Eliterunde qualifiziert)
- 2022: nicht qualifiziert (als drittbester Gruppendritter die Eliterunde verpasst)

| Bilanz     | Bilanz | Bilanz | Bilanz | Bilanz      | Bilanz | Bilanz    | Bilanz       |
| Runde      | Spiele | Siege  | Remis  | Niederlagen | Tore   | Gegentore | Tordifferenz |
| ---------- | ------ | ------ | ------ | ----------- | ------ | --------- | ------------ |
| 1. Runde   | 058    | 32     | 09     | 17          | 162    | 057       | 105          |
| Eliterunde | 039    | 11     | 03     | 25          | 049    | 069       | −20          |
| Endrunde   | 007    | 02     | 03     | 02          | 008    | 007       | 001          |
| Gesamt     | 104    | 45     | 15     | 44          | 219    | 133       | 086          |